# Mejoradores para pan

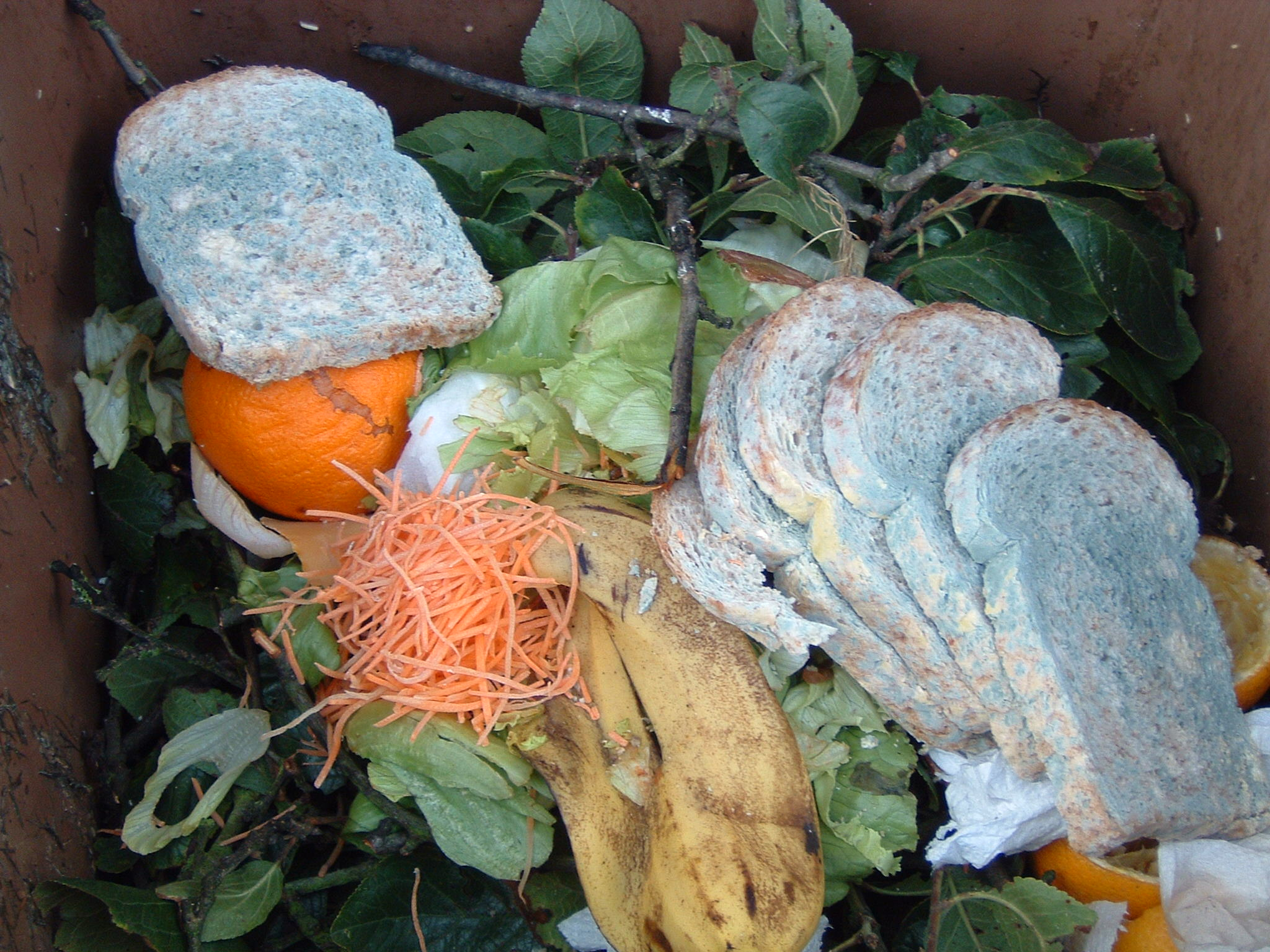
Los mejoradores del pan a veces inciden en evitar el ataque de hongos (fungicidas).

Se denomina mejoradores del pan a aquellos aditivos añadidos a la harina y al agua que procuran mejorar las cualidades físicas, de elaboración, propiedades organolépticas finales y de conservación del pan. Se han empleado desde mediados del siglo XX. Suelen comercializarse bajo el aspecto de mezclas de componentes químicos que se vierten a la masa como un aditivo alimentario. Hoy en día se comercializan en diferentes formas, algunos de ellos están especializados en un proceso específico (mejoradores de la masa, de la corteza, de la consistencia, etc.). 

## Clasificación
- Fermentación - Los almidones  o también conocido como cervezas que existen en la harina resultan difíciles de ser procesados por las levaduras en la fermentación, es por esta razón por la que se añaden enzimas como la lipasa, la amilasa con el objeto de poder alcanzar cadenas de polisacáridos de baja longitud (más procesables por las levaduras): disacáridos. La proteasa que actúa directamente sobre el gluten y permite una mayor retención de gas CO2 procedente de la fermentación. Lo que conduce a mejorar la estructura de la miga. El cloruro de amonio tiene propiedades similares.
- Antioxidantes - Los antioxidantes se añaden con el objeto de mantener las propiedades del pan lo más estables posibles, uno de los más polémicos empleados son el hidroxibutilanisol (BHA) y el hidroxibutiltolueno (BHT).[1][2]
- Propiedades mecánicas de la masa - En estos casos suele añadirse ácido ascórbico.[3] El bromato de potasio y los hidrocloruros.
- Conservantes - algunos aditivos tienen la propiedad de conservar durante más tiempo las propiedades del pan, de esta forma se hace uso de hidrocoloides,[4]

## Salud
Su uso ha estado rodeado desde sus comienzos de serias preocupaciones sobre la salud tanto de los panaderos, como de los usuarios finales: los consumidores. En los trabajadores del pan se ha podido detectar que en algunos casos el asma así como la rinitis se puede haber producido como una sensibilización a los alérgenos.